# A XX-ak
A XX-ak (ejtsd: „húszak”) csoportja – (Les XX) vagy Les Vingt – belga alkotóművészeti csoport, húsz belga képzőművész – festő, tervező, szobrász – alkotóközössége volt a 19. század végén. Alapítója, Octave Maus jogász, kiadó és befektető 1883-ban hozta létre a művészeti egyesülést, mely szabad alkotóteret és bemutatkozási lehetőséget adott a belga és külföldi kortárs művészeknek. A „Les Vingt” - ahogy magukat elnevezték – 1884 és 1893 között évente rendezett kiállítást saját alkotásaikból és húsz külföldi meghívott műveiből. A meghívottak között volt Camille Pissarro (1887, 1889, 1891), Claude Monet (1886, 1891), Paul Cezanne (1890) Vincent van Gogh (1890, 1891), Henri de Toulouse-Lautrec és Stéphane Mallarmé. A bemutatott művek közt Csajkovszkij-, Borogyin-, Scserbacsov-, Rimszkij-Korszakov- és Kopjov- (1891) darabok.

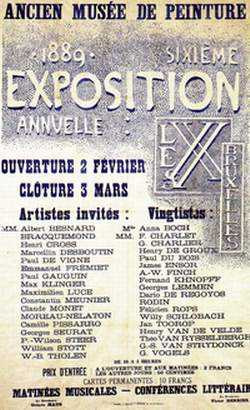
Az 1889-es Les XX-kiállítás posztere

Szoros művészeti felfogás tapasztalható a csoport képzőművészetében, zenéjében és irodalmában.

## Létrejötte
A XX-ak bizonyos értelemben a L’Essor csoport hagyományait követte. James Ensor „Kagylóevő”-jét előbb az antwerpeni szalon, majd 1883-ban a L’Essor szalon is elutasította. Ez vezetett a XX-ak csoportjának megalakulásához. A XX-ak társaság 1893-ban átalakult, és a La Libre Esthétique néven élt tovább.
Brüsszelben alapították 1883. október 28-án. Éves bemutatóit is itt tartotta 1884-től 1893-ig, általában január és március között. Elnöke vagy elnöksége nem volt. A csoportot 11 olyan művész alapította, amelyet a L’Essor szervezet és a hivatalos akadémiai Salon elutasított. A L’Essor szintén szembenállt a Salonnal, de erősen bürokratikus húsz essoriánus alkotta a szabályozó testületet itt is. A XX-aknál Octave Maus jogász, újságíró, műkritikus látta el a titkári feladatokat, mely mentes volt a kellemetlen szabályoktól. Három tag végezte a kiállításszervezés feladatait, ezek személye rotációban váltakozott. A kiállítás alatt előadásokat, beszélgetéseket, koncerteket is tartottak.
Octave Maus, Edmond Picard és Emile Verhaeren belga költő jelentette a vezető erőt L’Art Moderne c. társ-folyóiratukban.

## Kiállítások
A megrendezett éves kiállítások 1884 és 1893 között:
1884 – az első éves kiállítást a brüsszeli Szépművészeti Palotában tartották február 2-án.
Auguste Rodin, James Abbott, McNeill Whistler és Max Liebermann is kiállított. Catulle Mendés Richard Wagnerről tartott beszélgetést.
1885 – Xavier Mellery és Jan Toorop kiállítása
1886 – Kiállítók: Pierre-Auguste Renoir, Odilon Redon és Claude Monet. Beleértve a Le pont d’Argenteuil és a La manne-porte d’Etretat c. képet.
Koncert: César Franck hegedűszonátájának bemutatója.
1887 – kiállítók: Walter Sickert, Camille Pissarro, Berthe Morisot, Georges Seurat stb.
A megnyitón Seurat és Paul Signac volt jelen. A fő attrakció Seurat Vasárnap délután a La Grande Jatte szigeten c. vászna volt.
Júliusban Amszterdamban állítottak ki.
1888 – kiállítók: Albert Dubois-Pillet, Henri de Toulouse-Lautrec, Henri-Edmond Cross, James Abbott McNeill Whistler, Paul Signac és Odilon Redon stb.
Vincent d’Indy Hegyi költeményének bemutatója.
Auguste de Villiers de L’Isle-Adam volt a meghívott írók egyike.
1889 – kiállítók: Camille Pissarro, Maximilien Luce, Henri-Edmond Cross, Gustave Caillebotte, Paul Cezanne, Albert Dubois-Pillet, Paul Gauguin és Georges Seurat. Gauguen mesterműve, a Vízió mise után c. kép is látható.
Koncertek:
1. – César Franck, Pierre de Bréville, Ernest Chausson, Gabriel Fauré és Julien Tiersot darabjai voltak hallhatók az Ysaye kvartett előadásában.
2. – Gabriel Fauré köré összpontosult, további d’Indy-, Carles Bordes- és Henri Duparc-művekkel.
Júliusban kiállítás Amszterdamban.
1890 – kiállítók: Odilion Redon, Paul Cézanne, Paul Signac, Henri de Toulouse-Lautrec, Alfred Sisley, Paul Gauguin, Vincent van Gogh stb.
Koncertek:
1. – belga zeneszerzők a középpontban mint Auguste Dupont, Léon Soubre, Joseph Jacob, Paul Gilson és Gustave Huberti.
2., 3. – francia zeneszerzők köré összpontosult Fauré, Franck d’Indy és Castillon. Utóbbin Vincent d’Indy adta elő Symphonie Cévenole-ját.
További zeneszerzők: Fauré, Franck, Bréville, Bordes, Chausson, Albéric Magnard és Paul Vidal.
Stéphane Mallarmé előadást tartott Auguste Villiers de l’Isle-Adam-ról, Edmond Picard beszélgetést vezetett Maurice Maeterlinckről, Émile Verhaerenről és Charles Van Lerberghe-ről.
1891 – Kiállítók: Georges Seurat, Camille Pissarro, Alfred Sisley és Jules Chéret.
A dekoratív művészet első kiállítása poszterek és könyvillusztrációk formájában Walter Crane-től és Alfred William Finch első kerámia próbálkozásai, Paul Gauguin három vázája és szobra. Retrospektív Van Goghnak. A katalógusborítót George Lemmen tervezte.
Koncertek:
1. – César Franck-emlékkoncert.
2. – Vincent d’Indy új művei, valamint Franck követők sarabjai – Bordes, Duparc, Béville, Chausson, Tiersot, Vidal és Camille Benoit. Fauré- és Emmanuel Chabrier-művek is szerepeltek.
3. – orosz szerzőkre összpontosult. Csajkovszkij-, Borodin-, Scserbacsov-, Rimszkij-Korszakov- és Kopjov-művek voltak hallhatók.
1892 – kiállítók: Auguste Delaherche kerámiákat, Henry Van de Velde himzésterveket. A meghívott művészek között volt Maximilien Luce, Léo Gausson és Mary Cassatt.
Georges Seurat-retrospektívet rendeztek 18 festménnyel, beleértve a Cirkuszt és a Parádét.
Koncertek:
1. – Paul Gilson "Tenger" c. darabjának első verzióját, Guillaume Lekeu Andromédáját, valamint Rimszkij-Korszakov, Alekszander Glazulov és Franz Servais darabokat adtak elő.
2. – Alexis de Castillon, César Franck, Charles Bordes, Louis de Serres és Emmanuel Chabrier művek.
3. – d’Indy D-dúr szvitje és Ernest Chausson koncertje csendült fel. További zenék Faurétól, Bordestól, Camille Chevillardtól és Albéric Magnardtól.
1893 – Kiállítók: még több tervezés – Alfred William Finch asztalt, Henry van de Velde drapériát, Alexandre Charpentier darabokat.
Paul Verlaine vitatta meg a kortárs költészetet.
Koncertek:
1. – César Franck-művek, Ernest Chausson Poéme de l’amour et la mer-jének bemutatója
2. – d’Indy-, Castillon-, Fauré-, Chabrier és Bréville-darabokat adtak elő.
3. – Charles Smulders, Paul Gilson, Dorsan van Reysschoot és Alexis de Castillon szerzeményeket mutatott be.

## Tagok
Tizenegy alapító tag

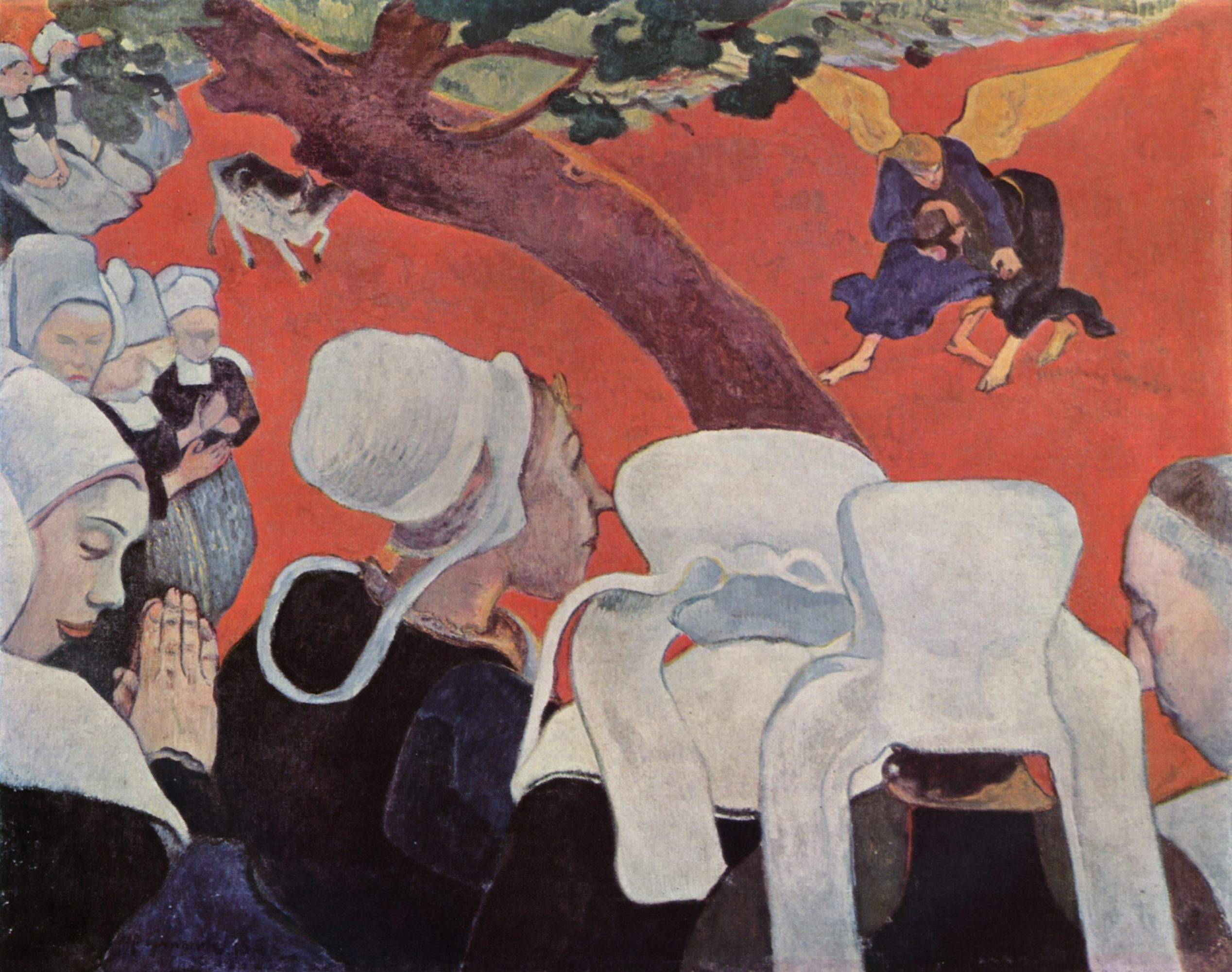
Vízió mise után. Jákob harca az angyallal, 1888

- James Ensor 1860-1949 (tag 1893-ig)[1]
- Théo van Rysselberghe 1862-1926 (tag 1893-ig)[2]
- Fernand Khnopff 1858-1921 (tag 1893-ig)[1]
- Alfred William Finch[2]
- Frantz Charlet b 1862[2]
- Paul Du Bois[2]
- Charles Goethals c1853–85[2]
- Darío de Regoyos (Spanyol)[2]
- Willy Schlobach b 1864[2]
- Guillaume van Strydonck 1861–1937[2]
- Rodolphe Wytsman 1860–1927[2]

Kilenc meghívott tag
- Guillaume Vogels
- Achille Chainaye 1862–1915
- Jean Delvin 1853-1922[3]
- Jef Lambeaux[3]
- Périclès Pantazis (Görög) 1849-1884[3]
- Frans Simons 1855–1919
- Gustave Vanaise 1854–1902
- Piet Verhaert 1852–1908
- Théodore Verstraete 1850–1907

Tizenkettő későbbiekben meghívott tag
- Félicien Rops 1833-1898
- Georges Lemmen 1865-1916 (1888-tól)[4]
- George Minne 1866-1941
- Anna Boch 1848-1926 ( 1885-1893: az egyetlen női tag)[5]
- Henry van de Velde (1888-tól)[6]
- Guillaume Charlier
- Henry De Groux
- Robert Picard sz. 1870
- Jan Toorop (Holland)[7]
- Odilon Redon (Francia)
- Paul Signac (Francia)[1]
- Isidore Verheyden (1884-1888)[5]

## Fordítás
Ez a szócikk részben vagy egészben  a   Les XX című angol Wikipédia-szócikk fordításán alapul.  Az eredeti cikk szerkesztőit annak laptörténete sorolja fel. Ez a jelzés csupán a megfogalmazás eredetét és a szerzői jogokat jelzi, nem szolgál a cikkben szereplő információk forrásmegjelöléseként.